# Zastava Anchoragea
Zastava grada Anchorage, Aljaska usvojena je 1973. Zastavu čini žuto polje s gradskim grbom, koje u prvom planu ima plavo sidro, kao i plavi zrakoplov, žuto sunce i žutu jedrilicu u pozadini. Iznad je riječ "ANCHORAGE", a ispod "ALASKA".

## Povijest
Godine 1973. grad Anchorage prvi je put održao natječaj za usvajanje gradske zastave. Umjetnica i dugogodišnja profesorica umjetnosti sa Sveučilišta u Ancorageu Joan Kimura predala je akrilnu sliku svog dizajna koju je malo prilagodio, a zatim prihvatio grad. Godine 1975 Skupština Anchoragea je donijela rezoluciju o prilagodbi grba na zastavi u brg grada, koji je i danas u upotrebi.

## Simbolizam
Veliko sidro simbolizira ime grada (Anchorage znači sidrište) kao i na njegovo podrijetlo kao sidrište, posebno za trećeg putovanja Jamesa Cooka. Suvremeni zrakoplov simbolizira ulogu Anchoragea kao prometnog čvorišta sa svojom međunarodnom zračnom lukom Ted Stevens Anchorage. Žuto sunce simbolizira gradske promjene dnevnog svjetla tijekom godišnjih doba zbog sjeverne geografske širine. Brod je HMS Resolution kojim je kapetan James Cook istraživao zaljev Cook, u kojem je osnovan Anchorage. Nepoznato je što polje žute boje treba predstavljati, ali vjerojatno se odnosi na zlatnu groznicu Klondike.

## Recepcija
Sjevernoameričko veksilološko udruženje svrstalo je zastavu Anchoragea na 29. mjesto među najboljim gradskim zastavama u Sjedinjenim Državama i ocijenilo je ocjenom 5,33 od 10. Ted Kaye, tajnik Udruge, rekao je "ima sjajne slike, sidro za Anchorage je super. Ali pisanje riječi Anchorage, Alaska na zastavi, u određenom smislu pokazuje da Anchorage nije siguran u svoju simboliku."
Zastava se rijetko viđa u gradu; a najčešće ispred javne knjižnice u Anchorageu i muzeja Anchorage.
Umjetnička galerija Kimura pri Sveučilištu u Abnchoragea na Aljaski nazvana je u čast Samu Kimuri, emeritusu umjetnosti i dizajneru zastave, ali i profesorici umjetnosti, Joan Kimura.